# Bude (Missisipi)
Bude – miasto w Stanach Zjednoczonych, w stanie Missisipi, w hrabstwie Franklin.